# نيكولا دوفور
نيكولا دوفور (بالإنجليزية: Nicolas Dufour)‏ (و. 1987 – م) هو سياسي، من كندا، هو عضوٌ في الكتلة الكيبيكية.

## مناصب
تولى منصب عضو مجلس العموم الكندي.